# Рт Чељускин
Рт Чељускин (рус. мыс Челюскина) је најсевернија тачка континенталног дела Азије, а уједно и Русије. Налази се на 77°44′ СГШ и 104°15′ ИГД.

## Географија
Рт је смештен на полуострву Тајмир, у оквиру Краснојарског краја у Русији, на обали Лаптевског мора. Од Северног пола је удаљен око 1370 километара. Клима је изузетно хладна и оштра, тако да је током већег дела године, ова област окована ледом. У непосредној близини рта се налази најсевернији аеродром на евроазијском простору.

## Историја
Прву експедицију која је стигла до рта предводио је Семјон Чељускин, у мају 1742. године. Том приликом дали су му име Рт Источно-северни, да би га Руско географско друштво, сто година касније, у част овог открића, преименовало у Рт Чељускин, по вођи експедиције.

## Карта
- Топографска карта Т-48-XIX,XX,XXI.